# Hamilton Fish

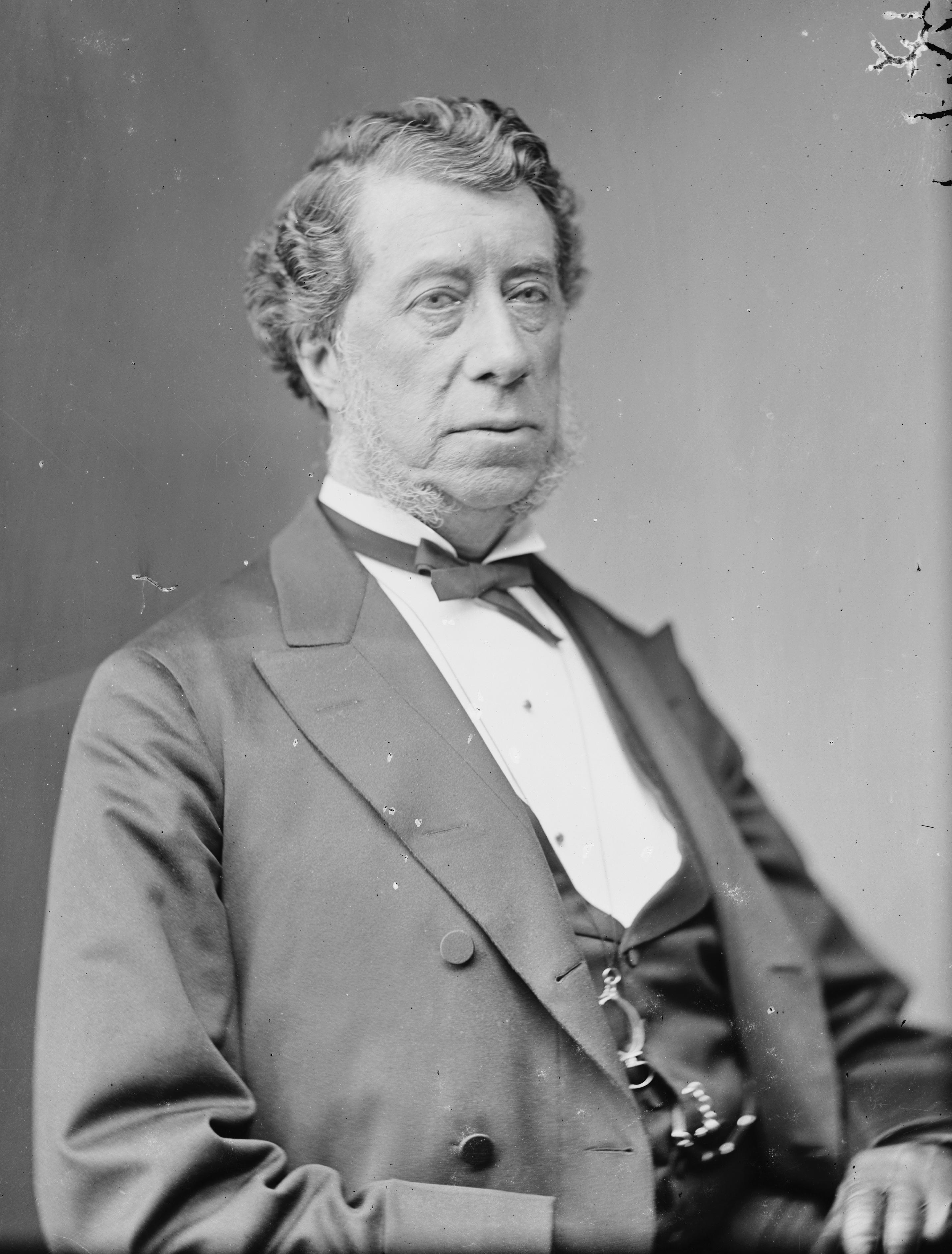
Hamilton Fish

Hamilton Fish, född 3 augusti 1808 i New York, död 7 september 1893 i Garrison, New York, var en amerikansk republikansk politiker.
Han föddes i Greenwich Village till Nicholas Fish och Elizabeth Stuyvesant. Förnamnet Hamilton fick han efter Alexander Hamilton.
Han utexaminerades 1827 från Columbia College och inledde 1830 sin karriär som advokat i New York. Han inledde sin politiska karriär i whigpartiet och var ledamot av USA:s representanthus från New York 1843–1845. Han var viceguvernör i New York 1848–1849 och guvernör i New York 1849–1850. Han var ledamot av USA:s senat 1851–1857. Under mandatperioden i senaten gick han med i det nya republikanska partiet. I senaten var han ledamot av utrikesutskottet och efter mandatperioden reste han med familjen till Europa, varifrån han återvände för att delta i Abraham Lincolns kampanj i 1860 års presidentval.
Fish tjänstgjorde som USA:s utrikesminister 1869–1877 under president Ulysses S. Grant.
Sonen Hamilton Fish II, sonsonen Hamilton Fish III och sonsonens son Hamilton Fish IV alla följde Hamilton Fishs fotspår som ledamöter av USA:s representanthus från New York. Sonsonens sonson Hamilton Fish V kandiderade till representanthuset både 1988 och 1994 men förlorade båda gångerna. Hamilton Fish V är demokrat till skillnad från de tidigare republikanska generationerna. Hamilton Fish V är rådgivare till George Soros.